# 大沢啓二
大沢 啓二（おおさわ けいじ、1932年3月14日 - 2010年10月7日）は、神奈川県鎌倉郡川口村大字片瀬（現：藤沢市片瀬海岸）出身のプロ野球選手（外野手）・コーチ・監督、解説者・評論家。
「大澤」と表記されることもある。本名は大沢 昭（おおさわ あきら）、旧登録名は大沢 昌芳（おおさわ まさよし）。
愛称は親分、大沢親分。

## 経歴

### 学生時代
神奈川県片瀬生まれ。長兄の清、次兄の紀三男の影響もあり、野球を始める。野球のほか、相撲、陸上などの他のスポーツでも秀でていた。学生時代は悪童で鳴らした。1945年、神奈川県立平塚工業学校に入学するも、学校内外で暴力事件を度々起こした上、地元で「大人のチンピラ」相手の喧嘩を起こして警察沙汰となり、これが原因で退学させられる。その後2年間進駐軍で働いていた1947年4月、長兄で、中部日本軍のプロ野球選手だった清の斡旋で、清の母校である神奈川県立商工実習学校に2年生として再入学する。兄に諭されたこともあり、この時から本格的に野球に打ち込むことを決心する。1948年、学制改革により神奈川県立商工実習学校は神奈川県立商工高等学校となり、同校の併設中学校3年生となる。
高校時代は神奈川商工のエースとして活躍した。1年次の1949年夏は、神奈川大会決勝で佐々木信也がいた湘南高に敗れる。ちなみに湘南高は全国大会で優勝した。2年次の1950年夏は、神奈川大会決勝で希望ケ丘高を降し、甲子園出場を果たす。1回戦は仙台一高に大勝するが、2回戦で宇都宮工の神田昌男（のち大洋ホエールズ）、吉成武雄のバッテリーに抑えられ惜敗。同年の秋季大会は神奈川県予選決勝で湘南高のエース衆樹資宏の前に敗退した。
3年次の1951年夏は、神奈川大会2回戦で逗子開成高と対戦。この試合で自信を持って投じたストライクをボールと判定されたり、確実にセーフだと思ったタッチプレーを二度もアウトにされるなどの球審の判定に不服を覚える。試合は延長戦となり、最後はフォアボールの押し出しでサヨナラ負けしてしまった。試合終了後、大沢は球場のトイレで偶然その審判と遭遇し、他の選手1名とともに蹴りつけた結果、神奈川商工高は1年間の出場停止処分を受けた（神奈川県立商工高校野球部審判員暴行事件）。後日、大沢が蹴りつけた審判が自宅を訪れ、自分が立教大学野球部OBの菅大一であると名乗った上で、「君のような野球がうまくて元気のある選手が立教大学には必要なんだ」とスカウトされた。
野球推薦で立教大学文学部へ進学し、東京六大学野球リーグには1年春のリーグ戦から外野手として出場したが、直後に明治大学監督の島岡吉郎が「出身高校が1年間の出場停止処分を受けているのに大沢が出場しているのはおかしい」と異議を唱え、その結果、母校の神奈川商工の処分が解けるまでの間、大沢も出場停止となった。1953年春季リーグではエース小島訓一（のち東京ガス）を擁し優勝を経験。同年の全日本大学野球選手権大会も、決勝で穴吹義雄らのいた中大を降し初優勝を飾る。その後は明大、早大の二強時代となり優勝には届かなかった。リーグ通算94試合出場、314打数80安打、打率.255、2本塁打、32打点。ベストナイン2回。3年次の1954年秋季リーグの東大戦では、左翼手としてレフトゴロという珍しい記録を残している。相手打者の原田靖男が左翼前にヒット性の打球を放つが、大沢は定位置より大幅に前で守っており、打球をワンバウンドで捕球するや、すかさず一塁へ送球し打者走者をアウトにした。
大学同期に保坂幸永、古田昌幸、1年下に東実、堀本律雄、矢頭高雄、2年下には後に「立教三羽烏」と呼ばれる長嶋茂雄、杉浦忠、本屋敷錦吾がいた。
当時の立教大学の監督の砂押邦信は、練習でミスをした部員にバットで頭を棒打する、鼓膜が破れるほど殴打する、スパイクを履いた足で太腿を出血するほど蹴り上げるという過激な鉄拳制裁を浴びせていた。大沢は、この砂押の方針に耐えかねた長嶋、杉浦ら下級生から「監督がやめるか、われわれがやめるかです」と懇願される。大沢は砂押に会い、杉浦ら下級生の意見をぶつけたが、砂押は「オレに反省する必要がどこにある。お前らが皆んなで野球をやめたってかまわない。オレはやり方を変えん」と拒絶した。だが、やがてOB会を通じて砂押は監督を辞任することとなった。これにより、大沢は"「砂押監督排斥運動」の首謀者"とのレッテルを張られることになった。
だが大沢は後に「若気の至りとはいえ、ワシの取った行動は恩師に対するものではなかった」と反省した。砂押とは後年、わだかまりはなくなったと言い、1992年の暮れには大沢が音頭を取って野球部OBを集め、砂押を囲む会を開催した。

### 現役時代
1956年立教大学文学部を卒業、同年南海ホークスに契約金400万円、年俸120万円で入団。大学3年次から、南海、大映スターズ、国鉄スワローズなどのプロ野球チームから入団の勧誘を受けていたが、4年次に、南海の監督の鶴岡一人から「大沢君。南海ホークスはどうしても日本一になれない。そこで、キミと長嶋君、杉浦君との3人の力を借りたい。俺を男にしてくれ」と懇願され、大沢は「俺を男にしてくれ」との言葉に感激し、南海への入団を決意する。
同時に大沢は長嶋と杉浦に話をつけ、両人は卒業後は先輩のいる南海へ入団すると約束した。南海電車のターミナルの真ん前に位置する難波球場に感銘を受けるなどした長嶋のほうがむしろ積極的であった。大沢は南海入団後、在学中の二人を囲い込む意味もあり「栄養費」の名目で毎月2万円を渡していたが、これは鶴岡から出ていた。ところが長嶋は4年次に態度を一変し巨人入りを志望。面目を潰された格好の大沢は激怒、鶴岡と二人で長嶋を都内の小さな寿司屋に呼び出して本心を問うたところ長嶋は「巨人に入団させてください」と土下座して涙を流した。不意を突かれた大沢は一瞬たじろいだが、前述のいきさつや鶴岡の手前もあり「バカ野郎、今更そんな事言えた義理か」とすごんだが、鶴岡に「大沢、もうええ」と制止された。鶴岡は静かに「長嶋君、縁がなかったな」とだけ付け加えて長嶋の肩を軽く叩き、席を立った。大沢の鶴岡への尊敬と忠誠心は絶対的なものとなった一方、長嶋への不信感は長くくすぶることになる。なお、大沢は杉浦も翻意するのではないかと心配し杉浦に会うが、杉浦は「そんな風に見えますか。私は約束通り南海ホークスへ入団しますよ」と答え、大沢を安心させた。
プロ選手としては頭脳的な守備で鳴らした。1年目から左翼手の定位置を獲得し85試合に先発出場。規定打席には届かなかったが同年のオールスターゲームにも出場した。1958年、本来は一塁手であった長谷川繁雄が外野に専念したことからレギュラー争いが激化したため、内野手としても起用される。同年は二塁手として11試合、三塁手、遊撃手として各4試合に先発出場。1959年には外野手の準レギュラーとしてリーグ優勝に力を添え、過去四度の対戦で辛酸を舐めさせられた読売ジャイアンツとの日本シリーズでは、4連投4連勝の杉浦にスポットライトを譲るも攻守で南海初の日本一に貢献。涙の御堂筋パレードを行う鶴岡を見た大沢は「男の約束」を果たした満足感に浸った。
日本シリーズ第1戦では5打数2安打1打点を記録すると、第2戦以降は中堅手・長谷川繁雄の控えとしてゲーム後半の守備固めに入る。打者の打球傾向によって守備位置を変えるという、現在では当たり前になっているプレーを行い、要所要所で見せた好守備によって巨人の反撃を断ち、チームの4連勝に大きく貢献した。特に第3戦では、7回裏先頭・長嶋茂雄の右中間への大飛球を好判断で捕球。さらに、9回裏巨人に同点に追い付かれさらに一死二・三塁のサヨナラのピンチの場面では、森昌彦の左中間へのやや浅めのライナー性の打球をまたもや好判断で捕球するや、本塁への好返球でタッチアップの三塁走者・広岡達朗を刺すなど、相次ぐ好守備を見せている。実際に現存している写真を確認すると、大沢は20m以上も守備位置を移動している。この守備位置変更については、スコアラーの尾張久次が巨人を分析した「尾張メモ」の存在が指摘されることがあるが、大沢は「メモの内容も知らなかった」として否定し、自分の勘で動いたとしている。また、後に公開されたメモの内容と大沢の守備を照合して、メモとは異なる判断を下していたことも明らかにされている。シリーズ後、滅多なことでは選手をほめない鶴岡が「大沢、本当によくやってくれた」と直々に労い、西鉄の三原脩監督はこのシリーズの総括として、「MVPの杉浦は副賞として自動車を与えられたが、大沢にも小型の自動車を与えるべき」と語っている。
小刻みなステップの捕球スタイルから「カニ走り捕球」と言われていたことがあった。また、ライト前ヒットの際に、ボールを拾ってからフェンスに向かって走り、二塁でランナーを補殺するトリックプレーを見せたこともある。
大沢は1965年も南海でプレーすれば在籍10年目となり10年選手制度によってボーナスの権利を得られるところ、南海は大沢へのボーナスの支払いを避けるため、1964年のシーズンオフに大沢に対し現役引退とスカウト転向を申し渡すが、大沢は球団の姿勢に立腹してこれを拒否し、現役続行を希望する。その折に東京オリオンズチームのオーナーの永田雅一から「大沢君には現役でプレイしてほしい。その後はコーチとしてチームを立て直してもらいたい。沈滞したチームに”南海魂”を植え付けてやってほしいんだ」と勧誘されたことに感激して東京へ移籍し、翌1965年は東京でプレーした。

### 引退後

#### ロッテ・オリオンズ監督（1971年途中-1972年）
1965年、33歳で現役を引退し、翌1966年から東京・ロッテで打撃コーチを務める。1969年から1971年途中まで二軍監督を務めた。二軍監督時代の1970年にはイースタン・リーグ優勝に導く。指導を受けた得津高宏は「現役の時大沢さんはホームランバッターじゃなかっただけに、アベレージバッターを育てるのが上手いんです。だから僕はアベレージバッターになったんです。それでいい方に変わったんです」と語っている。また、1968年オフには陸上競技短距離走選手だった飯島秀雄のロッテ入団の糸口を作り、入団後には1969年の開幕まで「マンツーマン」で指導した。1971年、2軍落ちした飯島が試合に出場した際、打席に立った（代走出場後、打者一巡で打順が回った）のは、大沢の意向だったという。
1971年7月23日、首位の阪急ブレーブスとの差が8ゲームと広がり、オーナーの中村長芳は一軍監督の濃人渉を二軍監督に降格し、大沢を一軍監督に起用することを決定。7月24日の時点で2位で首位阪急との差8ゲームだったが、7月30日からの西宮球場での阪急との直接対決4連戦に4連勝し、0ゲーム差にまで縮める。球団は大沢の手腕を評価し、シーズン途中の8月3日に大沢と5年契約を結んだ。シーズン終了後、「打力だけでは日本一になれない」と榎本喜八、江藤慎一、アルト・ロペスを放出して野村収、村上公康、外山義明を獲得。守備に難のある選手を放出し見返りに若手選手を獲得するトレードを断行して1972年シーズンに挑んだが、一度も上位に食い込めず5位に低迷。前年に193本塁打を放った打線を解体してまで強化を図った投手陣は崩壊し、チーム防御率は4.54と当時のリーグワースト記録を打ち立てた。シーズン終了後に、球団オーナーが大沢の続投を考えていた中村長芳から重光武雄に交代し、重光と同じく在日韓国人を出自とし、当時ロッテの傘下だった東京タイムズで評論家を務め、自身のプロダクションもロッテから資金援助を受けていた金田正一（金田は日本に帰化済み）が重光に監督への就任を売り込む。大沢の更迭を主張していた本社サイドが金田の招聘で意思統一されたことや、役員の一部が中村が買収した福岡野球（太平洋クラブライオンズ）に移ったことも加わり、違約金を受け取ることを条件に5年契約を破棄・解雇される。なお、大沢は違約金として1500万円の小切手を受け取ったという。
ロッテ退団後はラジオ関東で解説者（1973年 - 1975年）を務めた。

#### 日本ハムファイターズ監督、常務時代(1976年-1994年）
1975年10月、球団社長の三原脩からの要請を受け、日本ハムファイターズの監督に就任する。巨人のトレードで張本勲を放出、高橋一三、富田勝、阪神から村上雅則、近鉄から永淵洋三を獲得するなど大型補強を敢行した。1976年はトータル5位、1977年は富田、ボビー・ミッチェルを中心に奮闘するも投手陣が崩壊、トータル5位。就任3年目の78年に高橋直樹、村上、佐伯和司の投手3本柱が健闘し、打線はミッチェルが36本塁打で本塁打王、南海から交換トレードで加入した柏原純一が打率.294、24本塁打のキャリアハイの活躍を見せ、古屋英夫が一年目から三塁手に定着、日本ハムとして初のAクラス入りを果たし、2年連続で100万人超えの観客動員数を達成している。1979年は高代延博が新人で初のダイヤモンドグラブ賞を獲得するなど若手の活躍もあり、就任5年目で初の勝ち越し、1980年は木田勇が躍動、22勝8敗4セーブで投手タイトルを総なめし史上初の新人王と最優秀選手の同時受賞になった。後期シーズンに近鉄バファローズと優勝争いを演じ、公式戦最終戦となる10月7日の後楽園球場での近鉄戦は引き分けでも優勝という大一番を迎えるが、5対6で敗れた（大阪近鉄バファローズ#10.7決戦を参照）。日本ハムは全日程を終了し近鉄の残り試合の結果次第では後期優勝の可能性も残っていたが、近鉄が公式戦最終戦の10月11日の西武戦に10対4で勝って後期優勝を達成し、日本ハムは優勝を逃した。
そして就任6年目の1981年、広島との交換トレードで高橋直を放出し、江夏豊を獲得。前期は4位、後期は盤石の戦いっぷりで一度も首位を譲らず、間柴茂有は開幕から15勝無敗、岡部憲章が最優秀防御率、高橋一が14勝、江夏が28SPをマークで最優秀救援投手、トニー・ソレイタが本塁打王、勝利打点王、島田誠が打率、盗塁で2位など投打がかみ合い圧倒した。優勝を達成しプレーオフも前期優勝のロッテ・オリオンズと対戦、シーズンの対戦成績は7勝16敗3分と負け越し、前評判はロッテ有利だったが、日本ハムとして1974年の誕生以来初のリーグ優勝を果たす。日本シリーズでは読売ジャイアンツと対戦し、本拠地が巨人と同じ後楽園球場であったためシリーズ史上初めて全試合同一球場での開催となった。シリーズには巨人に2勝4敗で敗退し日本一とはならなかった。
翌1982年は、エース工藤幹夫以外の投手陣が総崩れで前期は4位、後期は高橋里志を先発に回し、新人の田中幸雄ら投手陣の総力戦で奮闘すると、日本ハムが2年連続で優勝した。だが、優勝直前の9月8日にこの年20勝を挙げエースに成長し前期優勝の西武相手に6勝をマークした工藤が右手指を骨折し、10月の西武とのプレーオフでの登板は絶望的と思われた。ところが、医者から「プレーオフには間に合う」と聞かされると、大沢は一計を案じプレーオフ本番まで工藤は怪我したままであると隠し通す。大沢の作戦は成功し、10月9日のプレーオフ第1戦に右手指の骨折でプレーが不能のはずの工藤が先発登板し、対戦相手の西武を驚かせた。だがプレーオフは西武に1勝3敗で敗れ、2年連続のリーグ優勝は成らなかった。また、工藤はこれで選手生命を縮めたとも言われており、第1期監督時代初期のエースで同年途中に広島から西武へ移籍していた高橋直樹は「日本ハムでは木田や工藤が一年でダメになっているでしょう」と述べている。
1983年はトミー・クルーズ、ソレイタが活躍し、二村忠美が新人王になるなど打線は活発だったが先発陣が振るわず3位に、1978年から6年連続でAクラス入りを果たすが、大沢はシーズン途中よりこの年限りで監督を辞任しチームを退団することを決意し、オーナーの大社に申し入れた。大社は監督の辞任は認めたものの今後もフロントの幹部として球団に残るよう求め、大沢は退団を翻意して球団に残留し取締役育成部長に就任した。長嶋茂雄に監督要請するも断られその後も複数の候補者が浮上しては消え最終的に大沢の推薦で投手コーチの植村義信の内部昇格が決まる、「私は（監督の）器ではない」と再三固辞する植村を大沢が口説きに口説き承知させたと言われている。だが翌1984年は開幕からチームは最下位に低迷し、植村は6月28日に責任を取り辞任した。大社から植村を推薦した責任を取り残り試合の指揮を執るよう指示されたため大沢が監督に復帰するが、後半戦に球団ワースト記録の14連敗を記録するなどチームの調子は上向かず、1975年以来9年ぶりの最下位に終わった。
1985年からフロントに復帰し1992年までは球団常務取締役を務めた。1986年には二軍投手コーチに村上を招聘した。村上は松浦宏明を一軍に送り出し、松浦は1988年に15勝を挙げて最多勝のタイトルを獲得。1986年頃、『フライデー』、『フォーカス』（以下「FF」）などの写真週刊誌がプロ野球選手を含む有名人のプライベートを掲載し、社会問題にもなったが、日本ハムの選手が登場しないのを嘆き、「『FF』に載れ!」（「FF」に狙われるような選手になれ、の意で）と選手達を叱ったことがある。同じく球団常務時代に日本ハムの試合を観戦に東京ドームに訪れた際、当時『プロ野球ニュース』のキャスターだった中井美穂（フジテレビアナウンサー）から、「常務は野球のルールをご存じなんですか?」と聞かれ笑いが止まらなかったと後日語っている。
1992年は球団OBの土橋正幸が監督に就任するが、5位に終わる。2年契約だったが球団は土橋を解任させる方向で動いていた。大沢は「1年で辞めさせちまったら球団のメンツにもかかわるだろ。会社のイメージも悪くなる。成績が悪いのは土橋だけのせいじゃねぇ。選手にも責任はある。俺が両方にも話してみるから、あと1年やらせてくれ」と土橋の解任を最後まで反対していた。13試合を残した千葉マリンスタジアムで大沢が歩いていると選手同士の会話で「あ～あ、やだやだ。」、「まだ143試合もあんのかよ。」、大沢は一瞬、何を言っているのか分からなかったが、今年の残りのゲーム13試合だろ、来年は130試合じゃねぇか。そこまで考えて俺はピンッときたね。そうか、土橋が来年も監督をやるってことを、そんなにも嫌がっているのか。選手の代表、トレーナーやマネージャー、広報や通訳、いろんな裏方にまで聞いたら、みんな口を揃えて、「もう、ダメなんです。土橋監督と選手たちの関係は修復不可能なぐらいこじれちゃってるんです。」仕方なく土橋に監督を辞めてもらった。大沢は後任の監督に王貞治と上田利治を候補に挙げるが、王は大沢の打診に対し世界少年野球推進財団の仕事が多忙であることを理由に断り、上田については球団フロントが関西出身の上田では人気が出ないと難色を示した。大沢は「人気者がほしいなら宮沢りえでも呼んで来い」と憤慨するが、その後も後任の監督探しは難航し、球団フロントから懇願され、大社からも直々に説得されたこともあって大沢が監督に復帰することになった。
2度目の監督に復帰した1993年は大学の後輩種茂雅之を2軍監督、堀本律雄を2軍コーチで招聘し、前年阪神で引退した古屋英夫が2軍コーチで復帰した。現役の大島康徳を大沢の意向で打撃コーチ兼任となった。1993年春季キャンプで吉田義男を臨時コーチで招聘した。前年手薄だった先発ローテを再編するため、前年先発、抑えにどっちつかずの起用法で気持ちが乗らなかった武田一浩を先発、抑え役を務めた白井康勝を手薄な先発に再転向。白井に代わる抑えとして新人の山原和敏を抜擢したが後に故障でリタイア。代役として前年に14勝とローテを守りながらも故障で出遅れていた金石昭人をリリーフに転向させると、チームトップの13セーブを記録し、防御2.09と成功させた。主に守備固めだった広瀬哲朗を正遊撃手に起用し、主将にも抜擢。田中幸雄・西崎幸広・武田の復活やリック・シューの活躍もあり、西武と激しいデッドヒートを演じて2位に入る。対ロッテ戦で伊良部秀輝に抑えられた試合後に「幕張の伊良部クラゲに刺されちまった」というコメントを残すなど、試合後の大沢のユーモアあふれるコメントはマスコミで大々的に報じられたこともあり好評を博し、「親分」の語句はこの年の新語・流行語大賞の「大衆語部門・金賞」に選ばれている。だが翌1994年は投打に故障者が続出するなど最下位に低迷。5球団すべてに負け越し、打率・得点・安打・打点・防御率・失点・盗塁もリーグ最下位と前年度から大きく数字を落としてしまった。9月29日の本拠地の東京ドームでの最終戦終了後の挨拶を終えた後、ファンの前で土下座して謝罪した。同年限りで監督を辞任し、球団も退団した。

#### 退団後
1995年よりフリー評論家、日本プロ野球OBクラブ（全国野球振興会）理事長（2009年=平成21年3月まで。4月からは名誉理事長に就任）、プロ野球マスターズリーグ委員会議長、「モルツ球団」監督・総監督、正力松太郎賞選考委員などとして活躍。TBS系『サンデーモーニング』内のコーナー「週刊御意見番」（1999年開始、当初は「親分が怒ってるんだぞ」というタイトルであった）に張本勲と共にレギュラー出演。ニッポン放送「おはよう!ニッポン全国消防団」（2006年4月スタート）では、消防応援団長の肩書でゲスト出演していた。
2009年10月から胆嚢癌を発症しており、番組などには病をおして出演していた。2010年（平成22年）9月26日と10月3日と2回連続で『サンデーモーニング』に出演せず、9月26日にはその理由に触れなかったが、10月3日に本人からの手紙を関口宏が紹介、その中で「体調不良」を明らかにした。10月7日午前7時25分、胆嚢癌のため逝去。78歳没。戒名は將導院球岳日昭大居士。
大沢の死去から1、2時間後にフジテレビ系『情報プレゼンター とくダネ!』に『サンデーモーニング』で共演した張本勲が生電話出演し、「悔しいですよ。元気で過ごしてもらいたかった」「信じられない。先月まではお元気だった。多少体の具合が悪いとは聞いていたが、ここまでとは思わなかった。悲しいより悔しい」と胸の内を明かしていた。また、孫の大沢あかねは「曾孫を見せることができたのが最後のおじいちゃん孝行だったと信じたいです」、立教大学の後輩でもあった『サンデーモーニング』の司会者・関口宏は「本当に野球がお好きだったことは、おそばにいてひしひしと感じとっておりました。本当に本当にご苦労さまでした。静かに静かにお休み下さい」とコメントした。なお、『サンデーモーニング』の「週刊御意見番」は今後は張本が単独で出演する形で継続すると報じられたが、10月17日放送分からは張本に加えて週替わりでゲストコメンテーターを1名招いて放送している（土橋正幸、高田繁など。野球以外のスポーツ出身者の場合もある）。
通夜は10月13日、葬儀は10月14日に東京都港区芝公園の増上寺で行われ、「サンデーモーニング」で共演した関口、張本、親交の深かった王、徳光和夫らが弔問に訪れた。日本ハムオーナーの大社啓二、関口、張本の3名が弔辞を読んだ。また、棺には大沢が臨終の瞬間まで握っていた硬式ボールなどが納められた。出棺の際、葬儀委員長を務めた黒江透修の音頭取りによる「あっぱれ三唱」が行われた。通夜には孫のあかねが夫の劇団ひとりと共に参列した。遺体は品川区の桐ヶ谷斎場で荼毘に付された。
2010年10月9日、2010年のパシフィック・リーグクライマックスシリーズファーストステージの埼玉西武ライオンズ 対 千葉ロッテマリーンズ第1回戦（西武ドーム）の試合開始前に、大沢の逝去を悼み、両軍選手並びにスタジアムの観衆による黙祷が行われた。

## 人物

### 親族
実兄は元プロ野球選手の大沢清、大沢紀三男。孫はタレントの大沢あかねで、その夫はお笑いタレントの劇団ひとり。
あかねに電話を掛けた際、留守電を知らせるメッセージを孫の部屋に侵入した不審者の声と勘違いしてしまう。留守電には啓二の怒った声が録音されており、あかねはビックリしたと語っている。2010年9月8日にあかねが啓二のひ孫となる女児を出産。
息子の康人は2017年5月6日の出没!アド街ック天国で寿司屋を経営していることが紹介された。

### 人物像
立教大学の先輩で水泳部だった佐野周二に大沢は世話になり、1953年に野球部の合宿所にテレビを寄贈してもらったり、馳走してもらったりした。
杉浦茂と長嶋茂雄には2年間南海から月2万円栄養費が出ていたと証言し、その栄養費を届けていたのが先輩の大沢であった。長嶋だけジャイアンツに入ったため鶴岡と大沢の前で泣きながら謝罪したとしている。
ロッテ監督時代は一番のプロ精神について「お客にいいプレーを見せることですよ。だからぼくは、勝ち負けは二の次でいいと思うんです。」「高い金払って何だ、こんなつまらない試合見せやがってという気持で帰るのと、負けてもああ、きょうの試合はよかったなといって帰るのと━━そうすればまた見にきてくれるわね。」と発言している。
サングラスを掛けた貫禄のある容貌、親分肌の性格とべらんめぇ口調から、「親分」のニックネームで親しまれた。ホテルで、周囲が「親分、親分」と呼びかけているのを聞いたスタッフがヤクザの親分と間違えて戦々恐々としていたことがある、と本人は講演などで語っている。プロ野球界で「親分」というニックネームは、現役時代の監督である鶴岡が先にいるが、大沢は著書では鶴岡には「さん」と記し、「鶴岡親分」とは書いていない。現役時代のあだ名は、そのいかつい容貌に似合わない「ポッポちゃん」。命名の由来は南海のハワイキャンプ時に、O脚の鳩がふらふら歩いているのを見て、選手の誰かが「大沢にそっくりや」と言った事による。
江夏獲得の際は単身で広島の松田耕平オーナー宅に乗り込み、松田と同席した古葉竹識を前に、強くない酒をグイグイ飲んで熱弁を振るいトレードを実現させた。広島カープとしては、打診が来ている数球団の条件を聞いた上で結論を出す腹づもりであったが、あまりの大沢の熱意に松田オーナーが「負けました。決めましょう」とその場で交渉が成立したという。江夏はファイターズ入団の頃の大沢について「道路工事現場監督みたいな雰囲気で、選手をボカボカ殴りまくっていてびっくりした」という。しかし江夏は大沢の親分肌が非常に気性にあったようで、以後、大沢の死に至るまで大沢を尊敬することになる。大沢も江夏を「うちの勝ちパターンは江夏が出てくるようになる試合のこと」といい強く信頼し、江夏が在籍した三年間のファイターズは常勝チームであった。
監督としての成績は通算で1547試合で725勝723敗99引き分け、勝率5割1厘。「勝ち越して監督生活を終われる人間はそう多くない。名将なんておこがましいが、貯金2か。ちょうどいいんじゃねぇか」と自身の監督成績を振り返った。
趣味はゴルフで目黒区に在住していた。
通算退場回数は7回とタフィ・ローズ（14回）、マーティ・ブラウン（12回）、金田正一、落合博満（8回）に次ぐ記録を持ち、そのすべてが監督時代である。監督としての退場回数7回は、2009年8月27日にブラウンに抜かれるまでプロ野球最多記録であった。『サンデーモーニング』内で退場の話題が出ると、「暴力反対」と唱えたり、退場の通算回数ランクが書かれたフリップが提示されるなどと毎回笑いを呼んでいた。また退場の記録を抜かれた際は必ずその話題が出た。
島田誠は「グラウンドで結果を残せばいくらお酒を飲んで何時に帰ってこようが文句を言わない。選手には慕われていましたね。」と述べている。
1976年6月17日の対阪急戦で、阪急の投手の竹村一義が打者にビーンボールを投げ、一塁コーチスボックスからマウンドに駆け寄り、「てめぇ、今度やったら許さねえぞ!!」と威嚇したが、その後再びビーンボールを投げたので、激怒して竹村を殴って退場になった。竹村を殴った瞬間は報道写真に捉えられた。パ・リーグより10日間の出場停止と罰金10万円の処分が科されたが、出場停止の間は代理監督を複数のコーチにさせて、コーチの指揮能力をベンチからチェックしていた。1983年6月28日近鉄戦の9回裏守備妨害を巡り塁審を突き試合終了後に退場宣告を受けた。
またこれは退場事件には至らなかったが、オリオンズの監督時代、当時ホークスのエースだった江本孟紀がいきなりオリオンズの先頭打者にデッドボールを食らわせたことに激怒、江本いわく「パットン戦車のような勢いで」大沢がマウンドにやってきて「おい、若僧、うちのものにいきなりぶつけるとはどういう料簡してやがるんだ、この野郎！！」と猛然と怒鳴りつけた。江本も負けじと「先頭バッターにわざわざぶつけるアホがどこにいるんや、このボケ！！」と激しくやり返し、あやうく暴力乱闘というところ、キャッチャー兼監督の野村が間に入って事なきを得た。江本と大沢はこれ以降、大沢の死に至るまで親しくなり、江本が舌禍事件で現役を引退したときも「エモ、もったいないぞ。もっと野球せえや」と現役続行をアドバイスしたという。
1994年4月1日から3日まで福岡ドームでパリーグの東西対抗戦『朝日ソーラーシリーズ’94「パ」』が行われ、1日のプロ野球ニュースでパ・リーグ6球団の監督がテレビ西日本のスタジオに集まりパリーグの展望を占う企画が行われた際、当時常勝を誇っていた西武ライオンズ監督の森祇晶が「いやぁ〜、ウチなんか桜に例えたらまだまだ三分咲きですよ」と発言したところ、大沢は「いつも簾越しでものを言ってるからさ、本音を言ってほしいんだけどさ」「長い付き合いでよく知ってるんだけど、本音を言わない男だよなぁ」と語った。このほか、1993年には大沢の発言や行動に対し、西武のコーチが揚げ足を取るような発言をしたため、大沢は「西武のコーチは子ダヌキに海坊主、森は岐阜の貯金箱だ（森は岐阜県岐阜市出身であり、金に細かいことで評判であった）」と言い放った。もっとも大沢は森とは親しく、話題作りもあってあえてこうした発言をしたという。ライオンズとの優勝争いに敗れて2位に終った1993年、大沢は日本シリーズを控えたライオンズの激励のため練習現場へ現れ「いやー、1勝でもできればいいと思っていますよ」と言う森に対し、大沢は「パリーグの代表としてシリーズに行くんだから、そんなケチなこと言わず必ず優勝しろよな。頑張るんだぞ」と優しく言葉を返し、森は大沢の言葉に「大沢さんらしい。ありがとうございます」と苦笑しつつ恐縮していた。
テレビに登場する際は和服姿が圧倒的に多かったが、野球解説などの時はスーツなどの洋服を着用することもあった。また、大東建託のCMには洋服（クラシックタイプのゴルフウェア）を着て出演したこともある。南海でルーキーだったシーズンにはカネボウ化粧品のポスターにモデルとして起用されたことがある。
嫌いな食べ物はなかった（チョコレート系の食べ物、特にエクレアとココアが大好物）。動物好きで、犬と猫を飼っていた。
引退後も、マウンドからノーバウンドで捕手めがけて投球することができた。ベースボール・チャレンジ・リーグ・群馬ダイヤモンドペガサスの始球式で、群馬県知事の大沢正明とのダブル大沢での始球式を行ったが、大沢知事がノーバウンドだったのに対し、自身はワンバウンドしてしまった。これに対し、啓二は『サンデーモーニング』の中で大沢知事に「あっぱれ」を、自らに「喝」を与えている。
東京六大学野球の始球式でも投げたことがあり、見事にノーバウンドでキャッチャーの位置まで投球した。しかしサンデーモーニングの中で張本勲に「始球式なのに着物で出てくることはないでしょ」と言う理由で「喝」を与えられた。
メジャーリーグが大嫌いであったが、共演している張本勲ほど露骨ではなかった（『サンデーモーニング』より）。日本ハムが北海道に本拠地を移転してからは、北海道のテレビ番組にたびたびゲスト出演し、札幌ドームでの日本ハム主催イベントにも度々出席していた。
野球以外のスポーツにも通じており、特にサッカーの中村俊輔、テニスのマリア・シャラポワのファンでもあった。競艇に関しての知識に関しては球界随一で、「球界ナンバーワンの競艇通」としても知られる。時折競艇場などで見かけられた。
1984年に日本ハムの取締役に就任した頃には「頑固親父の目に涙」という曲をリリースした。また、1998年には舘ひろし主演のNHK金曜時代劇『物書同心いねむり紋蔵』で舘の演じる藤木紋蔵の上司（町奉行）として出演している。
1994年9月29日、本拠地最終戦で土下座をした事について「俺たちはお客さんにお金をもらって試合をしてる。だが、今年はファンを楽しませてあげられるような試合は少なかった。すまないという気持ちを表すには、親にも下げたことない頭だが、土下座をするしかないと思った」とファンに対する精一杯の気持ちであった事を話している。

### 人間関係
立教大の大先輩である西本幸雄には全く頭が上がらなかった。これは単に西本の方が年上であるというだけでなく、西本が当時から和歌山県下トップレベルの進学校で鳴らした旧制和歌山中学から野球の実力のみならず学力で立教大に入学したのに対し、大沢は野球の実力や学力とは関係なくスカウトを受けて、野球部推薦で入学したことも関係している。
野村克也とは現役時代からそりが合わず、大沢のほうが年上でありなおかつ大学卒であったためか、野村が先に南海に入団したにもかかわらず野村を呼び捨てにしていた（なお、現在は入団年数が長くても年上の人物には「さん」付けする傾向がある。野村は現役時代、その件などで複雑な思いをしたと『ダウンタウンDX』で語っている）。引退後も「鶴岡さんがやめてからの南海の監督は監督の器じゃない人が務めていた」などと野村に批判的な主張をしていた。特に鶴岡の葬儀・告別式に野村が参列しなかったことに対しては激怒した。そのエピソードから「そりが合わない」と言われる大沢と野村だが、野村は「人間・大沢啓二」については「私は大沢のうわべだけ見て嫌いになる人はいても、中身を知って嫌いになる人はいないと思っている」とも述べており、人間的に相容れぬ間柄ではないようである。実際に大沢は現役時代の1963年に野村が当時のシーズン最多本塁打をマークした際、アウトコース低めの完全なボール球をバックスクリーンに運んだ打撃術を絶賛し「あの時ほど野村と一緒にプレーできることを幸せに思ったことはなかった」と記している。また野村はヤクルト監督時代に日本ハムから角盈男を獲得しているが、その際には当時日本ハム球団常務だった大沢に直接連絡してトレードを申し入れている。
また野村克也の著書によると、南海時代その態度が多くのチームメイトの怒りを買うことが多く「大沢を殴る会」なるものが裏で結成されたという。温厚な杉浦忠でさえも「あの人を殴ってやる」と言って、野村が必死で止めたという。ただしその態度が監督としての手腕に生かされたことは評価していた。
広瀬叔功は著書の中で「大沢氏とは仲良くさせてもらった。若い頃から、典型的な親分肌。後年、テレビで「喝！」とか「あっぱれ」とかやっていたが、あの雰囲気は当時から漂っていた。一緒に飲み歩くと、後輩の私には絶対に勘定を払わせなかった。私の方が給料が高くなってからも、大沢氏には100％おごってもらった。プロの掟だと思って、私も後輩に飲み屋の勘定を払わせたことは一度もない。ある意味、プロ野球選手のプライドというか、誇り高い生き方を教えてもらった先輩だったと思っている」と記している。
2004年のプロ野球再編問題の際、『サンデーモーニング』で流されたスポーツライター・玉木正之のVTRのコメントに「野球（の現場）を知らん奴が何を言うか」と激昂したことがある。大沢は「玉木、出てこい」とも言ったが、その後番組に玉木を呼ぶこともなくうやむやとなった。
1978年に南海から日本ハムへ移籍した柏原純一は「細かいことは気にせず、これから頑張ってくれよ。期待しているからと受け入れていただいた。さすがに親分と慕われるだけに懐の深さを持っていた人だった。余計なことを考えずに、野球に打ち込めるように配慮していただいたと思う。ベテランクラスの人が多いチームで、若い人はあまりいなかったのも、自分にとってはプラスになったと思う」と述べている。

## 詳細情報

### 年度別打撃成績
| 年 度      | 球 団      | 試 合 | 打 席 | 打 数 | 得 点 | 安 打 | 二 塁 打 | 三 塁 打 | 本 塁 打 | 塁 打 | 打 点 | 盗 塁 | 盗 塁 死 | 犠 打 | 犠 飛 | 四 球 | 敬 遠 | 死 球 | 三 振 | 併 殺 打 | 打 率 | 出 塁 率 | 長 打 率 | O P S |
| ---------- | ---------- | ----- | ----- | ----- | ----- | ----- | -------- | -------- | -------- | ----- | ----- | ----- | -------- | ----- | ----- | ----- | ----- | ----- | ----- | -------- | ----- | -------- | -------- | ----- |
| 1956       | 南海       | 145   | 439   | 386   | 40    | 100   | 11       | 2        | 4        | 127   | 30    | 18    | 12       | 15    | 3     | 34    | 1     | 1     | 56    | 5        | .259  | .318     | .329     | .647  |
| 1957       | 南海       | 107   | 335   | 296   | 36    | 73    | 9        | 2        | 4        | 98    | 22    | 4     | 2        | 7     | 2     | 30    | 0     | 0     | 40    | 10       | .247  | .314     | .331     | .645  |
| 1958       | 南海       | 116   | 325   | 290   | 28    | 79    | 10       | 3        | 1        | 98    | 27    | 7     | 5        | 1     | 4     | 28    | 1     | 2     | 45    | 8        | .272  | .336     | .338     | .674  |
| 1959       | 南海       | 107   | 260   | 242   | 18    | 59    | 6        | 1        | 0        | 67    | 23    | 4     | 4        | 5     | 1     | 11    | 1     | 1     | 23    | 12       | .244  | .278     | .277     | .565  |
| 1960       | 南海       | 110   | 275   | 251   | 21    | 65    | 10       | 1        | 4        | 89    | 25    | 2     | 5        | 2     | 1     | 20    | 0     | 1     | 41    | 9        | .259  | .315     | .355     | .670  |
| 1961       | 南海       | 110   | 209   | 190   | 18    | 31    | 5        | 0        | 1        | 39    | 19    | 2     | 1        | 4     | 1     | 13    | 2     | 1     | 30    | 3        | .163  | .220     | .205     | .425  |
| 1962       | 南海       | 74    | 193   | 170   | 20    | 42    | 8        | 0        | 0        | 50    | 17    | 0     | 3        | 13    | 2     | 8     | 0     | 0     | 26    | 4        | .247  | .278     | .294     | .572  |
| 1963       | 南海       | 90    | 123   | 106   | 13    | 25    | 2        | 0        | 1        | 30    | 9     | 1     | 0        | 5     | 0     | 11    | 0     | 1     | 14    | 0        | .236  | .314     | .283     | .597  |
| 1964       | 南海       | 64    | 83    | 73    | 5     | 14    | 0        | 1        | 0        | 16    | 9     | 0     | 0        | 5     | 1     | 4     | 0     | 0     | 14    | 0        | .192  | .231     | .219     | .450  |
| 1965       | 東京       | 65    | 79    | 71    | 3     | 13    | 3        | 0        | 2        | 22    | 10    | 0     | 0        | 0     | 3     | 5     | 0     | 0     | 12    | 1        | .183  | .228     | .310     | .538  |
| 通算：10年 | 通算：10年 | 988   | 2321  | 2075  | 202   | 501   | 64       | 10       | 17       | 636   | 191   | 38    | 32       | 57    | 18    | 164   | 5     | 7     | 301   | 52       | .241  | .297     | .307     | .603  |

### 年度別監督成績
| 年度       | 球団       | 順位       | 試合 | 勝利 | 敗戦 | 引分 | 勝率 | ゲーム差               | チーム 本塁打          | チーム 打率            | チーム 防御率          | 年齢                   |
| ---------- | ---------- | ---------- | ---- | ---- | ---- | ---- | ---- | ---------------------- | ---------------------- | ---------------------- | ---------------------- | ---------------------- |
| 1971年     | ロッテ     | 2位        | 130  | 80   | 46   | 4    | .635 | 3.5                    | 193                    | .270                   | 3.77                   | 39歳                   |
| 1972年     | ロッテ     | 5位        | 130  | 59   | 68   | 3    | .465 | 20.5                   | 148                    | .264                   | 4.54                   | 40歳                   |
| 1976年     | 日本ハム   | 5位        | 130  | 52   | 67   | 11   | .432 | 4位・5位               | 107                    | .258                   | 3.72                   | 44歳                   |
| 1977年     | 日本ハム   | 5位        | 130  | 58   | 61   | 11   | .487 | 4位・4位               | 113                    | .245                   | 3.36                   | 45歳                   |
| 1978年     | 日本ハム   | 3位        | 130  | 55   | 63   | 12   | .466 | 3位・4位               | 131                    | .264                   | 3.98                   | 46歳                   |
| 1979年     | 日本ハム   | 3位        | 130  | 63   | 60   | 7    | .512 | 3位・4位               | 131                    | .266                   | 4.09                   | 47歳                   |
| 1980年     | 日本ハム   | 3位        | 130  | 66   | 53   | 11   | .555 | 2位・2位               | 167                    | .264                   | 3.61                   | 48歳                   |
| 1981年     | 日本ハム   | 1位        | 130  | 68   | 54   | 8    | .557 | 4位・1位               | 126                    | .276                   | 3.81                   | 49歳                   |
| 1982年     | 日本ハム   | 2位        | 130  | 67   | 52   | 11   | .563 | 4位・1位               | 127                    | .266                   | 3.63                   | 50歳                   |
| 1983年     | 日本ハム   | 3位        | 130  | 64   | 59   | 7    | .520 | 20.5                   | 153                    | .275                   | 3.82                   | 51歳                   |
| 1984年     | 日本ハム   | 6位        | 130  | 44   | 73   | 13   | .376 | 29.5                   | 144                    | .259                   | 4.98                   | 52歳                   |
| 1993年     | 日本ハム   | 2位        | 130  | 71   | 52   | 7    | .577 | 1.0                    | 106                    | .259                   | 3.37                   | 61歳                   |
| 1994年     | 日本ハム   | 6位        | 130  | 46   | 79   | 5    | .368 | 28.5                   | 101                    | .252                   | 4.62                   | 62歳                   |
| 通算：13年 | 通算：13年 | 通算：13年 | 1547 | 725  | 723  | 99   | .501 | Aクラス8回、Bクラス4回 | Aクラス8回、Bクラス4回 | Aクラス8回、Bクラス4回 | Aクラス8回、Bクラス4回 | Aクラス8回、Bクラス4回 |

※1 1971年から1996年までは130試合制
※2 1973年から1982年までは前後期制のため、ゲーム差欄は上段前期順位・下段後期順位を表示
※3 1984年はシーズン途中から終了まで61試合の指揮。21勝36敗4分、勝率.368。
※4 通算成績は実際に大沢が指揮を執った試合での成績

### 記録
初記録
- 初出場：1956年3月24日、対西鉄ライオンズ1回戦（平和台野球場）

その他の記録
- オールスターゲーム出場：1回 （1956年）

### 背番号
- 15 （1956年 - 1964年）
- 26 （1965年）
- 40 （1966年 - 1967年途中）
- 57 （1967年途中 - 1968年）
- 52 （1969年 - 1972年）
- 86 （1976年 - 1984年、1993年 - 1994年）（準永久欠番）

### 登録名
- 大沢 昌芳 （おおさわ まさよし、1956年 - 1961年）
- 大沢 啓二 （おおさわ けいじ、1962年 - 1984年、1993年 - 1994年）

## 関連情報

### 野球以外での表彰
- 新語・流行語大賞 （大衆語部門金賞：1993年、「親分」）
- 日本メガネベストドレッサー賞 （スポーツ界部門：1995年）

### 出演

#### テレビ番組
- プロ野球中継…解説者
  - 日本テレビ系列各局制作放送分（読売テレビ[注 4]、札幌テレビ…2006年 - 2009年[注 5]）…解説者
  - フジテレビ系列各局制作放送分（フジテレビ[注 6]・関西テレビ[注 7]）
  - テレビ北海道制作放送分[注 8]
- サンデーモーニング（TBS）…「スポーツ週刊御意見番」レギュラーコメンテーター[91]1999年3月7日[注釈 1]～2010年9月19日
- みのもんたの朝ズバッ!（TBS、2007年4月12日）ゲスト出演
- はなまるマーケット（TBS、2005年5月4日）「はなまるカフェ」にゲスト出演
- ここがヘンだよ日本人（TBS）
- ウォッチ!（TBS、2004年10月11日）ゲスト出演
- いのちの響（TBS、2004年7月25日）
- うたばん（TBS、2004年6月24日）ゲスト出演
- 勇者のスタジアム・プロ野球好珍プレー（日本テレビ）
- プロ野球70年 みんな野球が好きだった（NHKBS2）（2004年10月31日）…ゲスト

#### ラジオ番組
- プロ野球中継…解説者
  - ラジオ関東制作放送分（1973年 - 1975年）
  - TBSラジオ制作放送分[注 9]
  - 『HBCスーパーベースボール』（HBCラジオ。2004年 - 2005年）[注 10]
  - 『STVアタックナイター』（STVラジオ、2006年 - 2009年）[注 11]
- おはよう!ニッポン全国消防団（ニッポン放送、2006年 - 2010年）…毎年4月にゲストパーソナリティとして出演

#### CM
- サントリー・モルツ[100]、デカビタC
- 大東建託
- 日本広告審査機構
- JR西日本（大沢ルール監督）
- 日本ハムギフトセットのCMに出演。江夏豊との共演バージョンもあった。

### 著書
- 『男くせえ話になるが 「やられたら、やり返す 反骨野球の心髄」』（衆浩センター,1985年）ISBN 4915622029
- 『男の華』（スタジオ・シップ,1994年）ISBN 4883152901
- 『「人たらし」の管理術 : どんな部下でも動かせる<オレ流>心のつかみ方』（徳間書店,1996年）ISBN 4198605491
- 『球道無頼 : こんな野球をやってきた』（集英社,1996年）ISBN 4087802205
- 『大沢親分のちまちま言うな上司! : この肚のすえ方を持っているか』（青春出版社,1996年）ISBN 4413070380
- 『できるヤツの和忍断 : 大沢親分のビジネス渡世哲学』（双葉社,2001年）ISBN 4575292443
- 『OBたちの挑戦X』（マガジンハウス,2001年）ISBN 4838713525
- しいやみつのり原作・マンガ,大沢啓二監修『マンガ野球入門 : めざせレギュラー!.1(ピッチング編)』 （山海堂,2004年）ISBN 4381079523
- 寺島敬治原作・マンガ,大沢啓二監修『マンガ野球入門 : めざせレギュラー!.2(バッティング&フィールディング編)』（山海堂,2004年）ISBN 4381079531